# ليلى نور
ليلى نور هي ممثلة تونسية مقيمة بمصر منذ سنة 2002.

## أعمالها
- مطلوب رجال للمخرج حاتم علي وبطولة جومانا مراد
- بشرى سارة بطولة ميرفت أمين
- بطة وأخواتها بطولة غادة عبد الرزاق
- أحلامنا الحلوة للمخرج علي عبد الخالق وبطولة فاروق الفيشاوي و ليلى نور
- ذكريات العام القادم للمخرج أشرف سالم
- الحقيقة للمخرج أحمد النعّاس[2]

## روابط خارجية
- ليلى نور على موقع قاعدة بيانات الأفلام العربية